# Hobbensen
Hobbensen ist ein Ortsteil der Stadt Stadthagen im niedersächsischen Landkreis Schaumburg. 

## Lage
Der Ort liegt westlich des Kernortes Stadthagen an der Landesstraße L 446. Westlich des Ortes fließt die Gehle, ein rechter Nebenfluss der Weser.

## Geschichte

### Einwohnerentwicklung
Am 1. März 2015 hatte der Ort 97 Einwohner. Bis zum 28. Februar 2018  stieg die Einwohnerzahl auf 101 Einwohner an.

### Eingemeindung
Am 1. März 1974 wurde Hobbensen gemeinsam mit weiteren Umlandgemeinden in die Kreisstadt Stadthagen eingegliedert.